# Richard Ashworth
Richard Ashworth (n. 17 septembrie 1947, Folkestone, Anglia, Regatul Unit) este un om politic britanic, membru al Parlamentului European în perioada 2004-2009 din partea Regatului Unit.
1. ↑  Deputații în Parlamentul European